# Mausoleo real de Kedah
El Mausoleo real de Kedah o Mausoleo real de Langgar es un cementerio real de Kedah, que se encuentra en Langgar cerca de Alor Setar, en el país asiático de Malasia. 
Entre los sultanes que tienen tumbas en el lugar se encuentran:
- Sultán Muhammad Jiwa
- Sultán Abdullah Shah Mukarram
- Sultán Ahmad Tajuddin III
- Sultán Zainal Rashid Muadzam Shah III (muerto en 1881)
- Sultán Abdul Halim Hamid Shah (muerto en 1943)
- Sultán Badlishah (muerto en 1958)
- Sultán Abdul Halim (muerto en 2017)